# Río de Abella

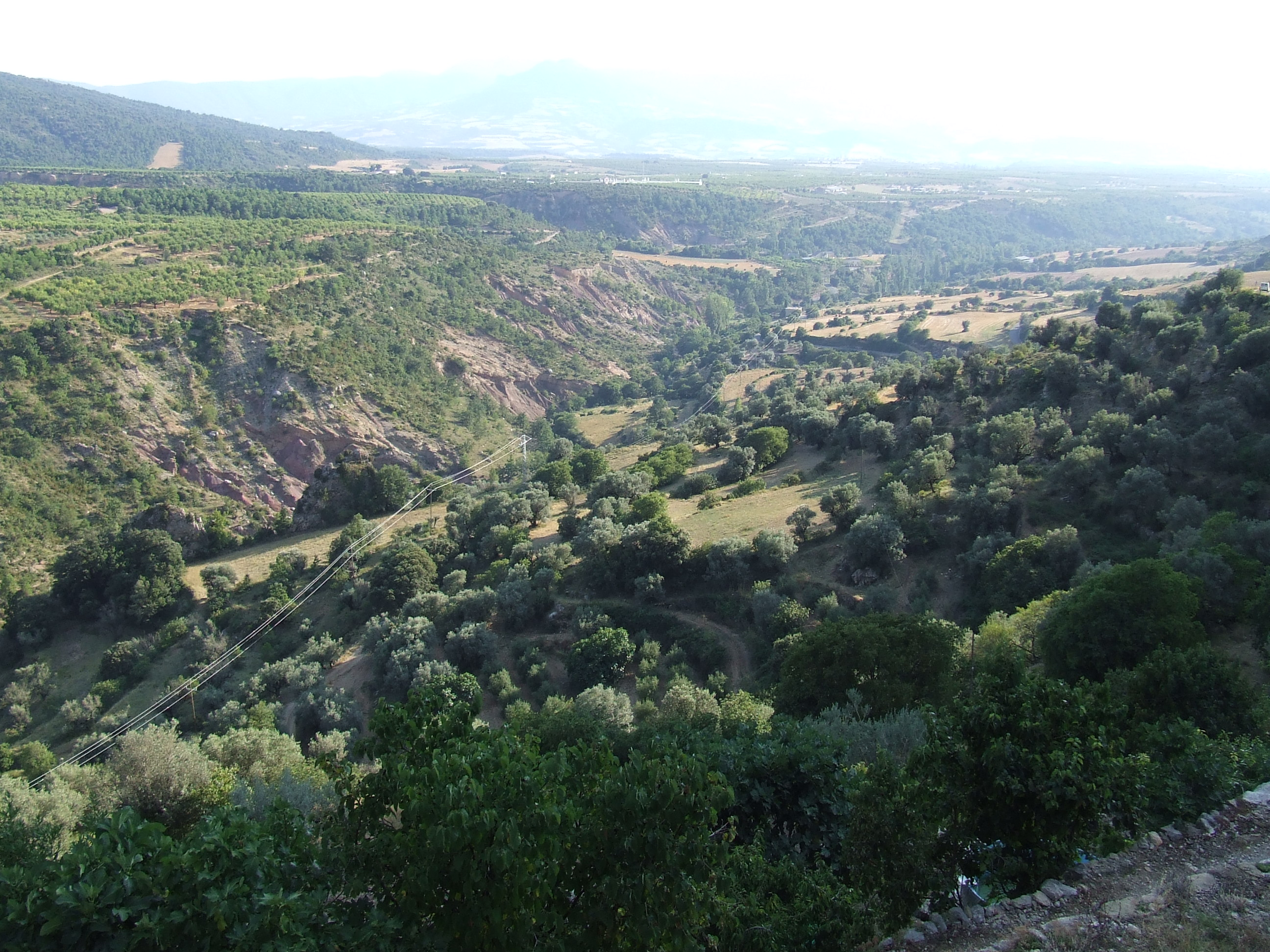
El río por el municipio de Abella de la Conca.

El río de Abella es un río, afluente del río Conques. Atraviesa los municipios de Gavet de la Conca, Abella de la Conca e Isona y Conca Dellá. Está en la provincia de Lérida. El río nace en un paraje montañoso llamado La Tora, bajo la sierra de Carreu: en Abella de la Conca. Sigue dirección O, atravesando dicho paraje, y gira dirección S a la altura de Casa Fontanel, atravesando La Foral. Llega a la capital del municipio donde está, y sigue dirección SO atravesando varios campos de cultivos, a la que llega al paraje de Cap de Vincent, donde desemboca su primer afluente importante, el barranco de Fangera, que llega al río por el E. Cuando desemboca en el río, se dirige hacia el O, pasando por delante de la Casa Benata, y llegando ya al municipio de Isona i Conca Della; en otra palabras, en el antiguo municipio de Sant Roma de Abella. En esta parte del tramo del río, empieza a desembocar arroyos estivales; como por ejemplo, el barranco de Enmedio. Sigue hacia el O, a la altura del pueblo de Basturs. El río se tuerce hacia el SO, a la altura del molino de Basturs y vuelve a dirigirse hacia el O por el paraje de Segatasos, cerca del pueblo de Figuerola de Orcau. Vuelve a torcerse hacia el S, a la altura del paraje de Capblons, hasta desembocar en el río Conques; al E del pueblo de Fonsagrada, en Gavet de la Conca. Tiene una longitud de 24 km.